# ウェストバージニア州議会
ウェストバージニア州議会(英語:West Virginia Legislature)は、アメリカ合衆国ウェストバージニア州の州議会である。上院と下院の両院制の立法府である。1863年のアメリカ南北戦争でバージニア州から分離した後、ウェストバージニア州憲法第6条に基づき設置された。
州議会はチャールストンの州会議事堂で開かれる。

## 任期
上院議員の任期は4年、下院議員の任期は2年である。上院議員の任期は互い違いになっており、大統領選挙の年に選出される議員もいれば、中間選挙の年に選出される議員もいる。

## 組織
定例議会は毎年1月の第2水曜日に始まる。ただし、新知事の選出後は、1月に知事の演説が行われ、その後2月まで閉会する。会期初日には、上下両院の議員が下院本会議場で合同会議を開き、知事が立法プログラムを発表する。
会期は、両院の3分の2以上の賛成で採択された同時決議による延長がない限り、60暦日を超えることはできない。知事は、臨時会期として立法府を招集することができる。ウェストバージニア州議会は非常勤であるため、臨時会期が複数回開かれることも珍しくない。

## 立法プロセス
法案、歳入法案、決議はどちらの院でも提出できる。法案は、知事に送られる前に各院で3回の審議を経なければならない。法案には複数の主題を含めることはできず、各院の議員の3分の2 の賛成により直ちに発効することが明確に承認されない限り、休会後 90 日が経過するまで発効しない。
法案は、立法局または立法局の顧問によって起草され、法案の提案者によって審査され、提案者が所属する議会の書記官に提出される。法案は委員会に割り当てられ、委員会は委員会報告書の形で法案に関する勧告を行う。
知事には法案に対する拒否権がある。予算案または補正予算案の場合、知事の拒否権または項目別拒否権を覆すには、各院の3分の2以上の賛成が必要である。その他の法案については、各院の単純多数決が必要である。